# Starzy Singers
Starzy Singers – polski zespół alternatywny założony w Warszawie na początku lat 90. XX w.

## Skład
- Seszel – gitara basowa, śpiew
- Lopez Soarez – gitara rytmiczna (czasem solówki), śpiew
- Magneto – gitara solowa, śpiew
- Macio Moretti – perkusja, śpiew

Muzyków grających w Starych Singers można usłyszeć też w innych kapelach:
- Magneto / Manetka – Mitch & Mitch, Kwadratowi
- Macio Moretti – Mitch & Mitch, Bassisters Orchestra, Shofar, Baaba, Mołr Drammaz, Kwadratowi

## Dyskografia

### Albumy
- 1997 – Ombreola[1] (wytwórnia: Złota Skała; reedycja w 2002 roku przez Post_Post Records[2])
- 1999 – Rock-a-bubu[3] (wytwórnia: Antena Krzyku; reedycja w 2009 roku przez Lado ABC[4])
- 2005 – Takie jest c’est la vie (wytwórnia: Lado ABC)[5][6]

### Inne
- 1994 Paraphrenia – Mantrykota (gościnnie)
- 1997
  - Muzyka Przeciwko Rasizmowi (składanka)
- 1998
  - Jedna Rasa – Ludzka Rasa: Muzyka przeciwko rasizmowi (składanka)
  - Brum 4 Kwiecień (kaseta, dodatek do magazynu Brum)
- 1999
  - Krzyczące gitary (płyta cd, dodatek do magazynu Brum)
  - 12' LP Split Starzy Singers/19 wiosen (wspólnie z zespołem 19 Wiosen)[7]
- 2001 Starzy Sida (wspólnie z zespołem Brudne Dzieci Sida)
- 2005 Broniewski (składanka wydana z okazji wystawy poświęconej Władysławowi Broniewskiemu)
- 2006 Dolina Lalek – Tribute To Kryzys Vol.2